# Iwankowce (obwód rówieński)
Iwankowce (ukr. Іванківці, Iwankiwci) – wieś na Ukrainie, w obwodzie rówieńskim, w rejonie dubieńskim, w hromadzie Młynów. W 2001 liczyła 94 mieszkańców.
W okresie międzywojennym wieś znajdowała się w granicach II RP, wchodząc w skład gminy Malin w powiecie dubieńskim, w województwie wołyńskim.